# 5-й стрелковый корпус (1-го формирования)
5-й стрелковый корпус — общевойсковое тактическое соединение (стрелковый корпус) Вооружённых Сил СССР.

## История
Корпус был сформирован в Минске приказами войскам Западного фронта № 1070 от 27 мая 1922 года и Минского военного района № 72 от 13 июня 1922 года.
Управление корпуса с июля 1922 по сентябрь 1923 года дислоцировалось в Могилёве, по октябрь 1940 года в Бобруйске, по июль 1941 года в Бельске.
Войска 5-го стрелкового корпуса участвовали в присоединении Западной Белоруссии к СССР и Великой Отечественной войне.
К началу войны корпус дислоцировался в Бельске и его окрестностях. По плану прикрытия государственной границы войска корпуса должны были занять укрепления Замбрувского укрепрайона на участке от реки Нарев у Новогрудка до Зузели (ныне в гмине Нур). На правом фланге у Нарева занимала позиции 13-я стрелковая дивизия, район Цехановеца обороняла 86-я стрелковая дивизия, южнее располагалась 113-я стрелковая дивизия.
Штабы корпуса на 22 июня 1941 года располагался в Замбруве.
Во время Великой Отечественной войны в составе действующей армии с 22 июня 1941 по 6 июля 1941 года.
На участке корпуса в наступление перешли войска 4-й полевой армии. На левом фланге корпуса под мощнейший артиллерийский и авиационный удар в месте дислокации Семятыче попала 113-я стрелковая дивизия и понесла при этом серьёзные потери. Тем не менее, относительный порядок восстановить удалось и дивизия выступила на северо-запад, с целью развернуться на позициях укрепрайона южнее Цехановца. Но на марше дивизия была атакована частями 9-го армейского корпуса (263-й и 137-й пехотным дивизиями), развернуться не успела, была рассеяна и как соединение перестала существовать. Её разрозненные подразделения несколько дней вели бои северо-восточнее Семятыче.
Таким образом, левый фланг корпуса оказался открыт и вдоль него свободно пошли войска противника. Вместе со 113-й стрелковой дивизией был смят и левый фланг 86-й стрелковой дивизии, которая в первый день войны оставила Цехановец. Но центр и правый фланг дивизии вели бои за Чижев и на подступах к Замбруву.
23 июня 1941 года 13-я стрелковая дивизия продолжала бои практически на границе между Замбрувом и Ломжей, штаб дивизии располагался в Снядово. Дивизия постепенно отходила на северо-восток, в район Червоного Бора (юго-западнее Ломжи). 86-я стрелковая дивизия снялась с позиций и организованно отходила к Нареву в направлении Суража, где заняла оборону по Нареву. 24 июня 1941 года туда же отошла и 13-я стрелковая дивизия, заняв позиции справа от 86-й стрелковой дивизии. Слева от 86-й стрелковой дивизии вели бои подразделения 13-го механизированного корпуса. На этих позициях 86-я стрелковая дивизия попала под массированный удар артиллерии трёх дивизий противника и авиации, и под прикрытием огня противник попытался форсировать Нарев. Первые попытки были отбиты, но вскоре оборона дивизии была прорвана, противник взял Сураж и к концу дня Заблудув; и у корпуса по существу оставался выход лишь на Белосток. В полосе соседней 13-й стрелковой дивизии боёв не было несколько дней, но она не была привлечена к отражению наступления в полосе соседней дивизии.
На утро 25 июня 1941 года 86-я стрелковая дивизия располагалась в Докторце и Ухово (близ города Лапы). 13-я стрелковая дивизия находилась в Бачутах (ныне в гмине Туроснь-Косцельна). Управление корпуса было в Левицке.
В ночь на 26 июня 1941 года 13-я стрелковая дивизия получила приказ на отход в район Супрасльской пущи (северо-восточнее Белостока), но на марше попала под авианалёт и была уничтожена. 86-я стрелковая дивизия и примкнувшие к ней остатки 13-й стрелковой дивизии начали отход через Белосток к Волковыску и погибли в котле окружения.
29 июня управление корпуса разгромлено в районе Деречина. Без вести пропали: командир корпуса генерал-майор А. В. Гарнов, заместитель командира корпуса генерал-майор Ф. И. Буданов и начальник артиллерии корпуса генерал-майор артиллерии Г. П. Козлов. 6 июля 1941 года управление корпуса расформировано.

## Подчинение
| Дата       | Фронт          | Армия      | В составе (стрелковые)                                                     | Другие части, в том числе приданные | Примечания |
| ---------- | -------------- | ---------- | -------------------------------------------------------------------------- | --- | ---------- |
| 22.06.1941 | Западный фронт | 10-я армия | 13-я стрелковая дивизия, 86-я стрелковая дивизия, 113-я стрелковая дивизия | 156-й корпусной артиллерийский полк, 315-й корпусной артиллерийский полк, 49-й отдельный сапёрный батальон, 62-й отдельный батальон связи |            |
| 01.07.1941 | Западный фронт |            | 49-я стрелковая дивизия                                                    | 156-й корпусной артиллерийский полк, 315-й корпусной артиллерийский полк, 49-й отдельный сапёрный батальон, 62-й отдельный батальон связи |            |

## Состав
- 13-я стрелковая дивизия
- 86-я стрелковая дивизия
- 113-я стрелковая дивизия
- 62 отдельный батальон связи
- 49 отдельный сапёрный батальон

## Командование корпуса

### Командиры корпуса
- Дыбенко, Павел Ефимович (10.1922 — 05.1924)[3]
- Германович, Маркиан Яковлевич (06.1924 — 03.1926)
- Смолин, Иван Иванович (03.1926 — 04.1927)
- Грибов, Сергей Ефимович (11.1928 — 1935)
- Казанский, Евгений Сергеевич (02.1936 — 05.1937), комдив
- Ершаков, Филипп Афанасьевич (28.11.1937 — 08.01.1938), комдив
- Чуйков, Василий Иванович (03.04.1938 — 23.07.1938), комдив
- Гарнов, Александр Васильевич (02.1939 — 06.1941), комдив, генерал-майор[4]

### Начальники штаба корпуса
- Петрусевич Болеслав Венедиктович 1935 комбриг
- Кашкин, Анатолий Михайлович (ноябрь 1936 — август 1938), майор, полковник;
- Козлов, Михаил Иванович (август 1938 — март 1941), полковник (комбриг, генерал-майор);
- Бобков, Михаил Владимирович (март 1941 — июль 1941), полковник.